# ليلا ديفي
ليلا ديفي (13 تشرين الثاني 1932 - 19 أيار 1998) كاتبة ومترجمة ومدرسة هندية كتبت بالإنجليزية والمالايالامية والسنسكريتية. كانت من ولاية كيرالا. ولدت في بالاي، كيرالا، الهند. توفيت في كوتايام، ولاية كيرال، الهند.

## روابط خارجية
- http://www.malayalamebooks.org